# Lu Rongting
Lu Rongting (陸榮廷, 9 septembre 1859 - 6 novembre 1928) est un général et seigneur de la guerre chinois d'ethnie Zhuang et membre de l'ancienne clique du Guangxi. Il est également nommé Lu Yung-ting ou Lu Jung-t'ing dans les écrits.

## Biographie

### Jeunesse
Lu Rongting est issu d'une famille paysanne et rejoint dans sa jeunesse plusieurs sociétés secrètes afin de gagner sa vie. Il entre dans l'armée de la dynastie Qing au début de la guerre franco-chinoise en 1884.
De 1903 à 1905, il participe activement à la répression des révolutionnaires au Guangxi. Durant l'été 1904, Cen Chunxuan, le vice-roi du Liangguang (en), le nomme commandant des 4 000 hommes de la garde des frontières du Guangxi. Cette armée deviendra plus tard le cœur de la clique du Guangxi.
En décembre 1907, Long Jiguang (en) et Lu Rongting mènent les forces Qing face au soulèvement de Zhennanguan. Le succès de la répression de cette révolte menée par Sun Yat-sen et Huang Xing provoque la fuite de Sun à Singapour qui ne reviendra pas en Chine avant le soulèvement de Wuchang. Les Qing récompensent Lu avec le titre de Baturu (en). Alors que Long Jiguang devient de son côté vice-roi du Guangdong, Lu est quant à lui promu vice-roi du Guangxi.

### Chef de l'ancienne clique du Guangxi
En juillet 1911, après le soulèvement de Wuchang, Chen Bingkun (en), le gouverneur du Guangxi, proclame l'indépendance de la province et forme le gouvernement militaire du Guangxi. À la suite du départ de Shen Bingkun et Wang Zhixiang (en), Lu prend le contrôle de toute la province.
Le 8 février 1912, Yuan Shikai nomme officiellement Lu Rongting gouverneur du Guangxi. Lorsque le Kuomintang lance une « seconde révolution » en 1913, Lu s'allie avec Yuan Shikai et combat les révolutionnaires nationalistes au Guangxi.
Peu après, Cai E et Tang Jiyao (de la clique du Yunnan) débutent la guerre de protection de la nation et Lu rejoint leur camp contre les ambitions monarchiques de Yuan. Durant le conflit, Cen Chunxuan, adversaire de Yuan Shikai, est secrètement recruté par Lu. Certains historiens suggèrent que la raison du soudain changement de camp de Lu est dû à son mécontentement envers le traitement préférentiel de Yuan qui l'a empêché d'étendre son influence au Guangdong. La guerre se termine finalement par l'abdication de Yuan Shikai.
Long Jiguang proclame l'indépendance de la province du Guangdong le 6 avril 1916. Lorsque Yuan meurt au mois de juin, Lu et Li Liejun attaquent Long et le forcent à s'enfuir sur l'île de Hainan. La même année, Lu devient gouverneur du Guangdong. Son contrôle sur cette province et sur le Guangxi est confirmé par le président Li Yuanhong an avril 1917.

### Début de l'ère des seigneurs de la guerre

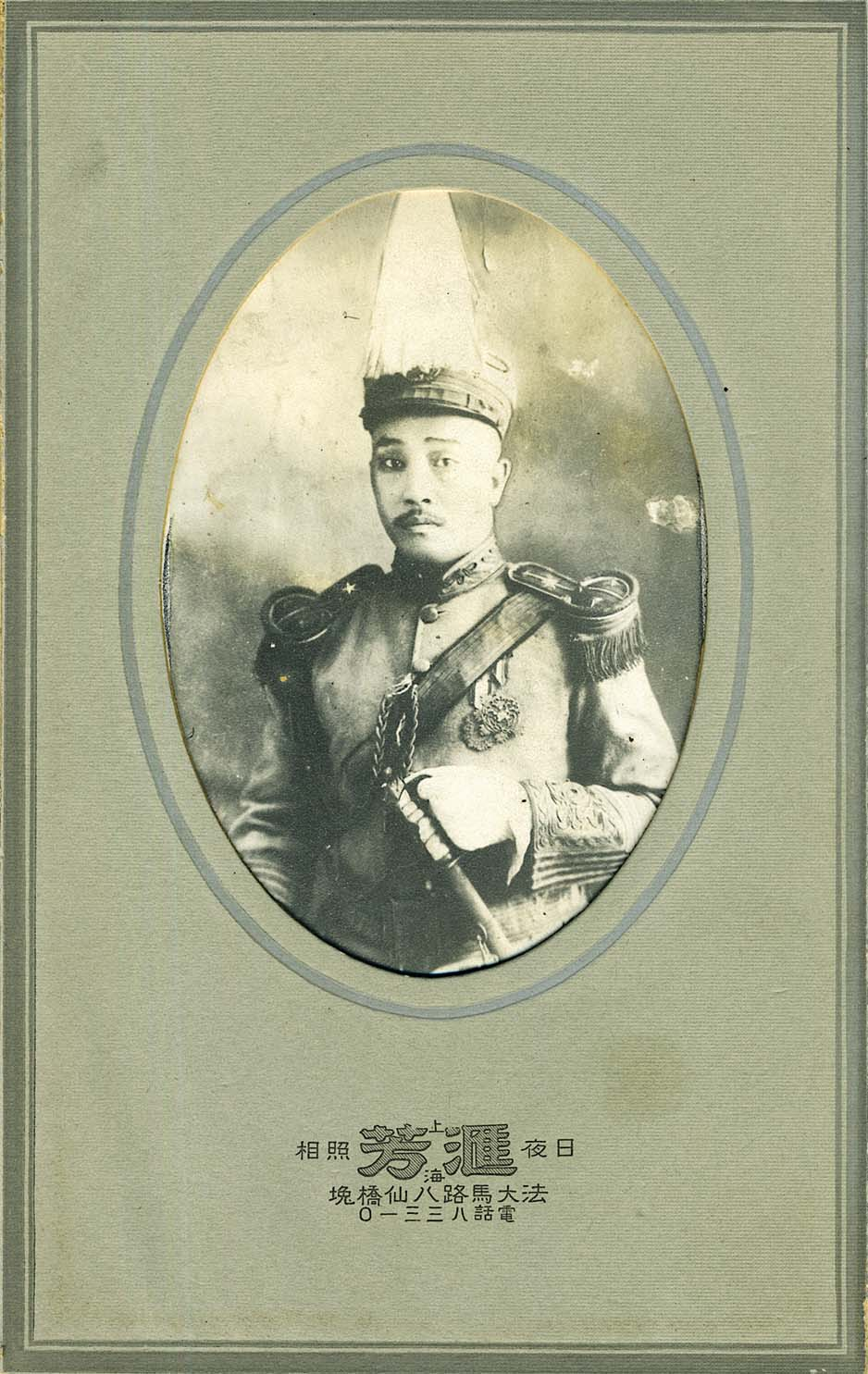
Lu Rongting

En 1917, Sun Yat-sen initie le mouvement de protection de la constitution et Lu y joue un rôle important. Après une réorganisation militaire en 1918, Tang Jiyao et Lu sont nommés co-chefs. Cette organisation participe à instaurer la paix entre le gouvernement de Pékin (la clique du Zhili) et les armées du mouvement de protection de la constitution.
Cependant, des schismes au sein du mouvement apparaissent car Sun s'oppose à la position nuancée de Lu contre la clique du Zhili qui dirige le gouvernement de Pékin. De plus, les habitants du Guangdong sont généralement mécontents des effets du contrôle de Lu sur leur province. En juillet 1920, Chen Jiongming (avec le soutien de Sun) expulse Lu et Cen Chunxuan du Guangdong.

### Retour dans l'armée
Après sa perte du Guangdong, Lu Rongting gagne le soutien du gouvernement de Beiyang pour reconquérir la province. En juin 1921, un second conflit éclate entre l'ancienne clique du Guangxi et l'armée japonaise du Guandong. En raison des défections au sein de sa propre armée et de la perte de la ville stratégique de Chongzuo en septembre, Lu déclare sa décision de quitter le poste de gouverneur de Nanning et de fuir ensuite à Shanghai.
En raison de la polarisation des relations entre Chen Jiongming et Sun Yat-sen, Lu est renommé gouverneur du Guangxi en 1923 par le gouvernement de Beiyang. Cependant, il est incapable de reprendre la contrôle de la province entière en raison de la création de la nouvelle clique du Guangxi par Li Zongren et Bai Chongxi.
En Chine du Sud, trois forces émergent alors, la plus puissante est menée par la coalition de Lu, suivie par Shen Hongying (en), puis par la nouvelle clique du Guangxi. En 1924, les forces de Lu sont encerclées par Shen tout en étant sous l'attaque de la nouvelle clique du Guangxi. Nanning est perdu, et en août de la même année, Lu est également repoussé de Guilin par Shen. Face à la défaite, Lu s'enfuit à Yongzhou au Hunan et annonce officiellement son retrait de la politique et sa défaite le 9 octobre 1924. Il meurt à Shanghai le 6 novembre 1928